# Baza monetarna
Baza monetarna – suma gotówki w obiegu i rezerw banków komercyjnych na rachunkach w banku centralnym, czyli łączna ilość pieniądza bezpośrednio wyemitowanego przez bank centralny. Baza monetarna jest czasami określana mianem zasobu pieniądza wielkiej mocy i oznaczana symbolami Bm, M0 bądź H. Baza monetarna to także jeden z agregatów pieniężnych.
Zgodnie z mnożnikowym modelem procesu kreacji pieniądza bank centralny może sterować wielkością podaży pieniądza poprzez limitowanie wielkości bazy monetarnej oraz ustalanie wysokości stopy rezerw obowiązkowych. W modelu tym relacja pomiędzy podażą pieniądza wyrażaną np. poprzez agregat M1 a bazą monetarna M0 jest następująca:
{\displaystyle M1={\frac {M0}{cc+r(1-cc)}}}
gdzie cc oznacza stopę preferencji gotówki (współczynnik wycieku gotówkowego) – czyli proporcję oszczędności, jaka jest utrzymywana w gotówce, zaś r – stopę rezerwy obowiązkowej wyznaczaną przez bank centralny. Wartość {\displaystyle {\tfrac {1}{cc+r(1-cc)}}} nosi nazwę mnożnika pieniężnego albo mnożnika kreacji pieniądza.
Model procesu kreacji pieniądza jest próbą opisu polityki pieniężnej prowadzonej w ramach strategii kontroli podaży pieniądza. Banki centralne na przełomie XX i XXI w. odeszły od tej strategii na rzecz bezpośredniej kontroli stóp procentowych na rynkach pieniężnych, w ramach której model mnożnikowy stracił swe znaczenie.